# Цензура в Японии
Статья 21 Конституции Японии гарантирует свободу слова и запрещает официальную цензуру. Разновидности цензуры описываются в статье 175 Уголовного кодекса Японии. В частности, закон предполагает, что вся порнография должна быть по крайней мере частично подвергнута цензуре, однако на основании этого закона не было много арестов.

## История

### Период Эдо
Поскольку издательская деятельность стала более популярной в эпоху Эдо, сёгунат Токугава начал вводить цензуру. Первоначальные цели включали христианство, критику сёгуната и информацию о деятельности клана Токугава. С реформами императора Кокаку, всякие материалы, которые, как считалось, нарушали традиционный образ жизни, а также роскошные издания, подвергались пристальному анализу. В рамках реформ Тэмпо среди нововведений были печатные блоки эротической литературы, а также новеллы Таменаги Сюнсуя (яп. 為永 春水), «Военные беседы о морском государстве» Хаяси Сихэя (яп. 林 子平), произведения Санто Кёдэна (яп. 山東 京伝) и Коикава Харэмати (яп. 恋川春町).

### После Мэйдзи
После реставрации Мэйдзи в 1868 году, который ознаменовал собой крупный политический сдвиг в Японии, правительство начало крупную цензуру западных идей, порнографии и любые политические труды, критикующие императора Японии и правительство, желая контролировать распространение информации. Цензура материалов увеличивалась с этого момента, часто используя продолжающиеся войны, чтобы увеличить полномочия полиции и размер штрафов. В 1928 году смертная казнь была добавлена в список наказаний, которые считались приемлемым при определённых нарушениях. 
В конце концов, это развилось в Департамент информации и пропаганды (яп. 情報部 Дзё:хо:бу), который был повышен до Информационного бюро (яп. 情報局 Дзё:хо:кёку) в 1940 году, который объединил ранее существующие отделы информации армии, флота и министерства иностранных дел под эгидой министерства внутренних дел. Новое бюро полностью контролировало все новости, рекламу и публичные мероприятия. В следующем году пересмотр Национального закона о мобилизации (яп. 国家 総 動員 法 Кокка со: до:ин хо:) полностью устранил свободу прессы, делая такие вещи, как заставлять объединиться бумаги из каждой префектуры в один документ, либо прекратить публикацию, включая все статьи, которые должны были быть проверены правительственными цензорами до их публикации.

### Оккупационный период
После капитуляции Японии в 1945 году, Главнокомандующий союзными оккупационными войсками Дуглас Макартур отменил все формы цензуры и контроля над свободой слова, что было включено в статью 21 Конституции Японии 1947 года. Однако цензура оставалась реальностью в послевоенный период, особенно в вопросах порнографии, а также в политических вопросах.
Согласно Дональду Кину:

Цензура оккупационного периода не только запретила критику Соединенных Штатов или других союзных наций, но упоминание о самой цензуре было запрещено. Это означает, как отмечает Дональд Кин, что для некоторых продюсеров текстов "цензура оккупации была еще более раздражающей, чем японская военная цензура, потому что она настаивала на том, чтобы все следы цензуры были скрыты. Это означало, что статьи должны были быть переписаны полностью, а не просто представлять XX с запрещёнными фразами."Оригинальный текст (англ.)Not only did Occupation censorship forbid criticism of the United States or other Allied nations, but the mention of censorship itself was forbidden. This means, as Donald Keene observes, that for some producers of texts "the Occupation censorship was even more exasperating than Japanese military censorship had been because it insisted that all traces of censorship be concealed. This meant that articles had to be rewritten in full, rather than merely submitting XXs for the offending phrases."— Dawn to the West